# Norbert Achterberg
Norbert Hans Herbert Achterberg (* 29. Mai 1932 in Berlin; † 17. März 1988 in Münster) war ein deutscher Jurist und Hochschullehrer.

## Leben
Norbert Achterberg studierte Rechtswissenschaft an der Philipps-Universität Marburg und promovierte dort 1959 bei Hubert Görg mit einer Dissertation zu Fragen der stillschweigenden Bundeszuständigkeit und der Mischverwaltung. Nach Assistentenjahren in Bonn und Marburg habilitierte er sich 1968 an der Universität Marburg mit seiner von Hubert Görg und Gerhard Hoffmann betreuten Arbeit über Probleme der Funktionenlehre für das Fach Öffentliches Recht und wurde 1971 zum Professor ernannt.
1972 erhielt Achterberg den Ruf auf die ordentliche Professur für Öffentliches Recht an der Westfälischen Wilhelms-Universität Münster. Als Nachfolger von Hans Ulrich Scupin wurde er Geschäftsführender Direktor des Instituts für Öffentliches Recht und Politik.
Das berufliche Wirken Norbert Achterbergs erstreckte sich weit über die Fakultät hinaus. So war er Stellvertretender Vorsitzender des Prüfungsausschusses für Wirtschaftswissenschaftliche Prüfungen der Westfälischen Wilhelms-Universität und von 1972 bis 1983 Richter im Nebenamt am Hessischen Verwaltungsgerichtshof in Kassel. Darüber hinaus hat er sich der rechts- und staatswissenschaftlichen Fortbildung in besonderer Weise angenommen, vor allem als Studienleiter der früheren Verwaltungs- und Wirtschaftsakademie Osnabrück, und war von 1970 bis 1972 im Gründungsbeirat der Gesamthochschule Kassel.
Norbert Achterbergs Interesse galt der rechtswissenschaftlichen Grundlagenforschung. Er war als Nachfolger von Hans J. Wolff Vorsitzender der Westfälischen Sektion der Internationalen Vereinigung für Rechts- und Sozialphilosophie (IVR), in der namhafte Wissenschaftler des In- und Auslandes mitwirkten. In den Jahren 1978 bis 1982 hatte er den Vorsitz der Deutschen Sektion der IVR inne. Er war außerdem Vorstandsmitglied der mit dem Institut für Öffentliches Recht und Politik eng verbundenen Johannes-Althusius-Gesellschaft e. V.
Ganz besonders war Achterbergs wissenschaftliches Werk Hans Kelsen und der Reinen Rechtslehre gewidmet. In Würdigung seiner Verdienste um die Kelsen-Forschung wurde er 1973 Internationaler Korrespondent des Hans-Kelsen-Instituts, Wien.
Norbert Achterberg verband in seinem Wirken Theorie und Dogmatik des Öffentlichen Rechts. Sein Schriftenverzeichnis umfasst weit mehr als 200 Publikationen, darunter zwei staats- und verwaltungsrechtliche Standardwerke: Allgemeines Verwaltungsrecht und Besonderes Verwaltungsrecht sowie das 1984 erschienene und bis heute aufgelegte Parlamentsrecht.
Achterberg war verheiratet mit der Apothekerin Gisela Achterberg, geborene Sinning (1936–2010), und hatte zwei Kinder. Er war ein Neffe des Theologen Herbert Achterberg.

## Schriften (Auswahl)
- als Hrsg.: Öffentliches Recht und Politik, Festschrift für Hans Ulrich Scupin zum 70. Geburtstag. Duncker & Humblot, Berlin, ISBN 3-428-03024-9.
- mit Werner Krawietz und Dieter Wyduckel (Hrsg.): Recht und Staat im Sozialen Wandel, Festschrift für Hans Ulrich Scupin zum 80. Geburtstag. Duncker & Humblot, Berlin 1983, ISBN 3-428-05347-8.
- Das rahmengebundene Mandat. Überlegungen zur Möglichkeit der Bindung des Abgeordneten an das Parteiprogramm. de Gruyter, Berlin / New York 1975, ISBN 3-11-006628-9.
- Die parlamentarische Verhandlung. Duncker & Humblot, Berlin 1979, ISBN 3-428-04453-3.
- Theorie und Dogmatik des Öffentlichen Rechts. Ausgewählte Abhandlungen 1960–1980. Duncker & Humblot, Berlin 1980, ISBN 3-428-04743-5.
- mit Günter Püttner (Hrsg.): Textbuch staats- und verwaltungsrechtlicher Gesetze. C. F.Müller,  Heidelberg 1981, ISBN 3-8114-2588-9.
- Die Rechtsordnung als Rechtsverhältnisordnung. Grundlegung der Rechtsverhältnistheorie. Duncker & Humblot, Berlin 1982, ISBN 3-428-05190-4.
- als Hrsg.: Rechtsprechungslehre. Internationales Symposium, Münster 1984, Heymanns, Köln u. a. 1986, ISBN 3-452-20349-2.
- Allgemeines Verwaltungsrecht. Ein Lehrbuch. C. F. Müller, Heidelberg 1986, ISBN 3-8114-8685-3.
- mit Günter Püttner (Hrsg.): Besonderes Verwaltungsrecht. Ein Lehr- und Handbuch. 2 Bände, C. F. Müller, Heidelberg 1999–2002.
- mit Martin Schulte: Das Bonner Grundgesetz. Kommentar. Band 6: Artikel 38 bis 49. Vahlen, München 1991, ISBN 3-8006-1112-0.
- Parlamentsrecht. Mohr, Tübingen 1984, ISBN 3-16-644769-5.